# Boulevard Rothschild
 (février 2024).
Si vous disposez d'ouvrages ou d'articles de référence ou si vous connaissez des sites web de qualité traitant du thème abordé ici, merci de compléter l'article en donnant les références utiles à sa vérifiabilité et en les liant à la section « Notes et références ».
Pour les articles homonymes, voir Rothschild.

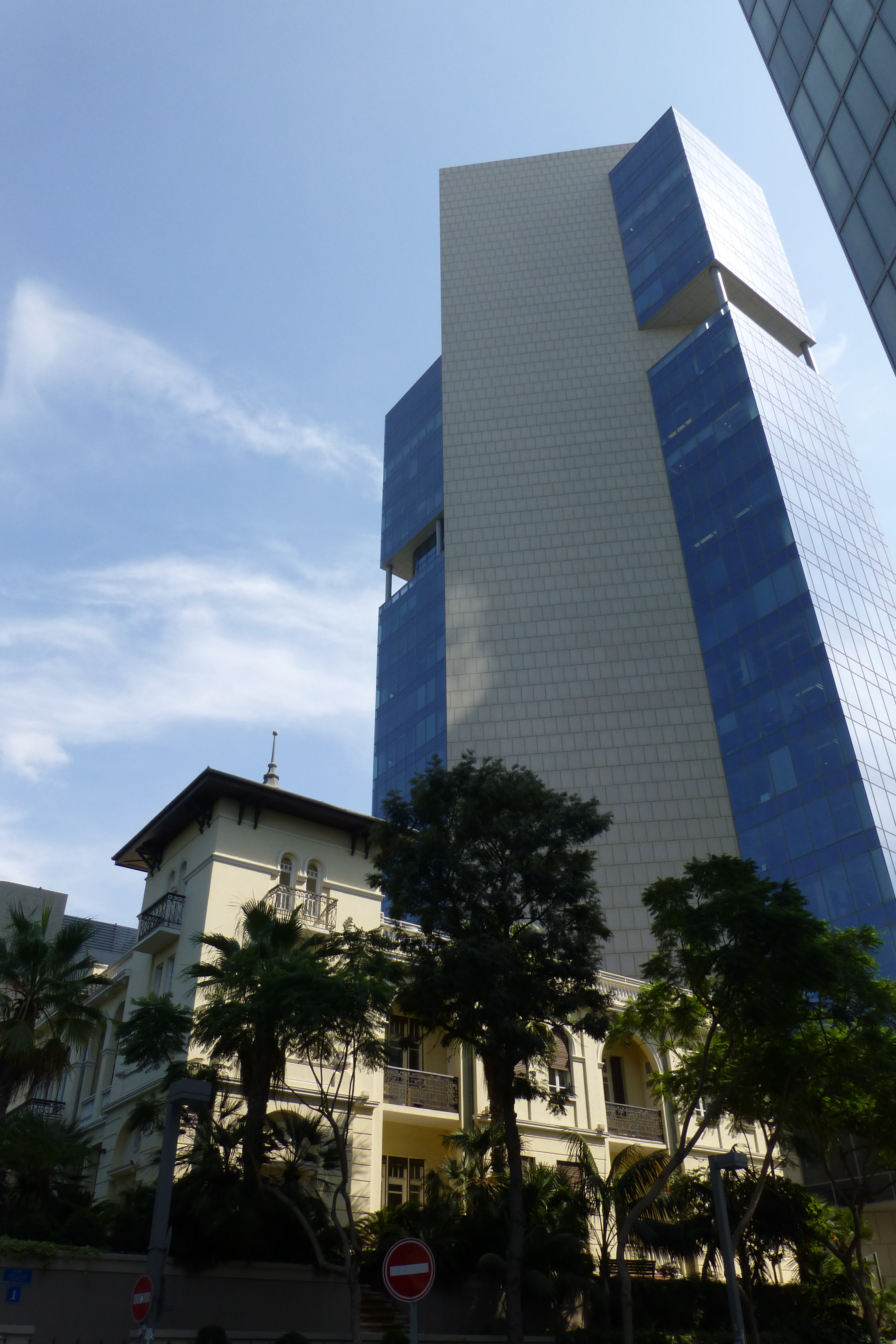
L'ex-ambassade de Russie (La maison de l'ambassade russe) sur le boulevard Rothschild. Conçu par Yehuda Magidovitch (1924), restauré et rénové (1991) par les architectes Amnon Bar-Or, Moti Bodek, Abraham Yaski, Yossi Sivan.

Le boulevard Rothschild (hébreu : שְׂדֵרוֹת רוטשילד, Sderot Rothschild) est une des artères principales de la ville de Tel Aviv, en Israël.

## Situation et accès
Le boulevard est situé au cœur du quartier financier de Tel Aviv.

## Origine du nom
Le boulevard tient son nom du baron Edmond de Rothschild (1845-1934), l'une des figures de proue du sionisme.

## Bâtiments remarquables et lieux de mémoire

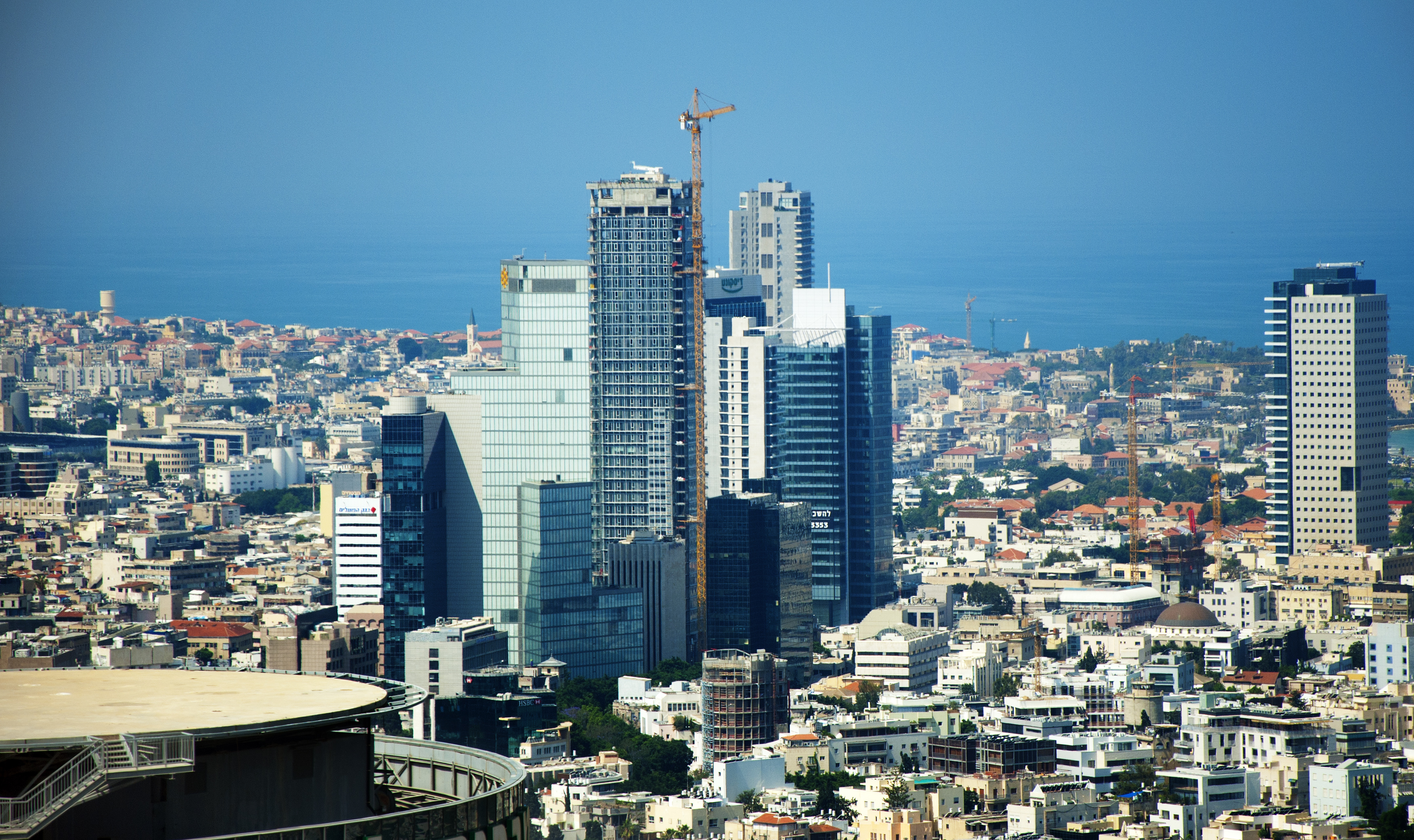
Agglomération de tours sur le boulevard Rothschild (au centre).
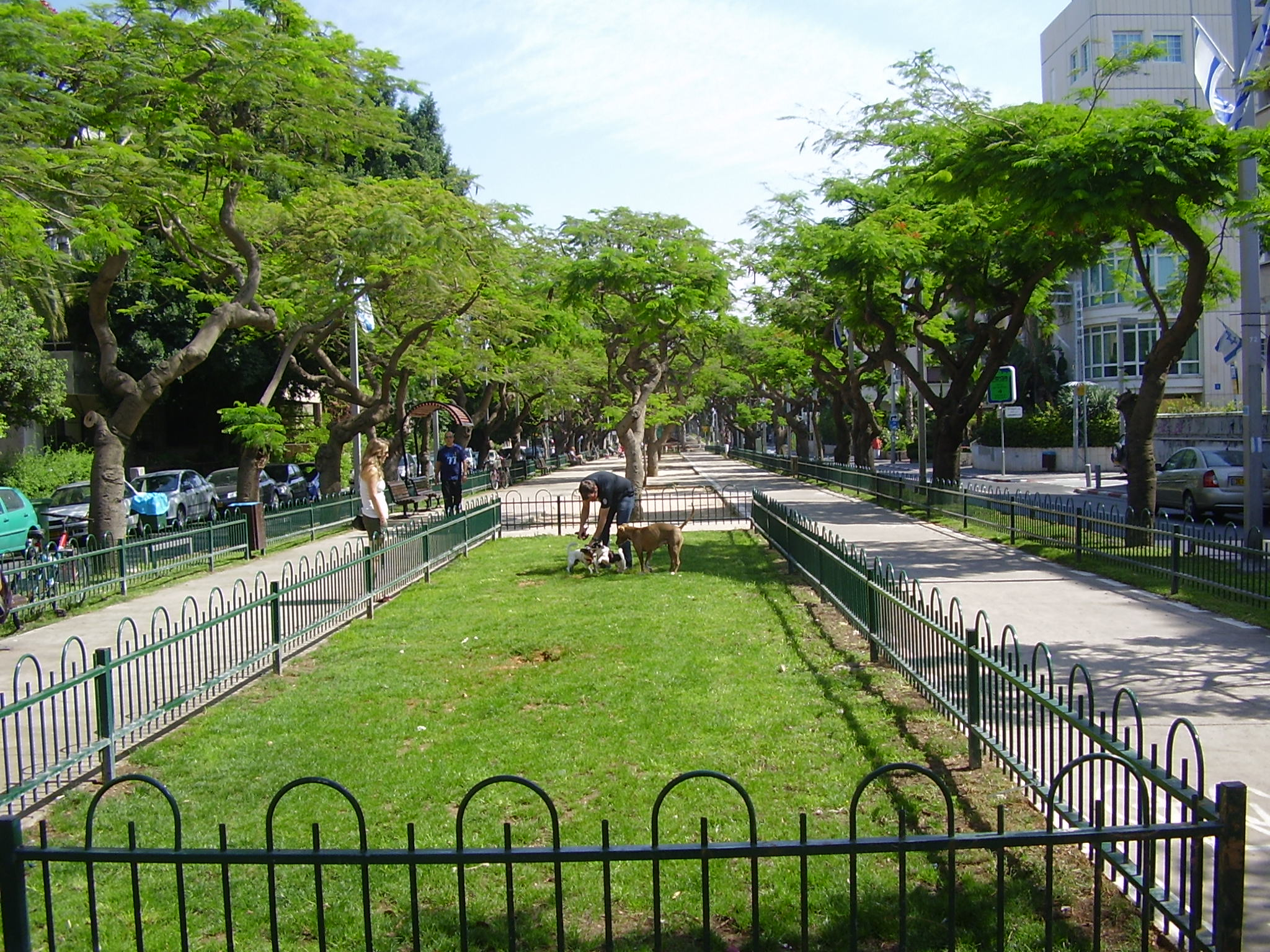
Boulevard Rothschild.
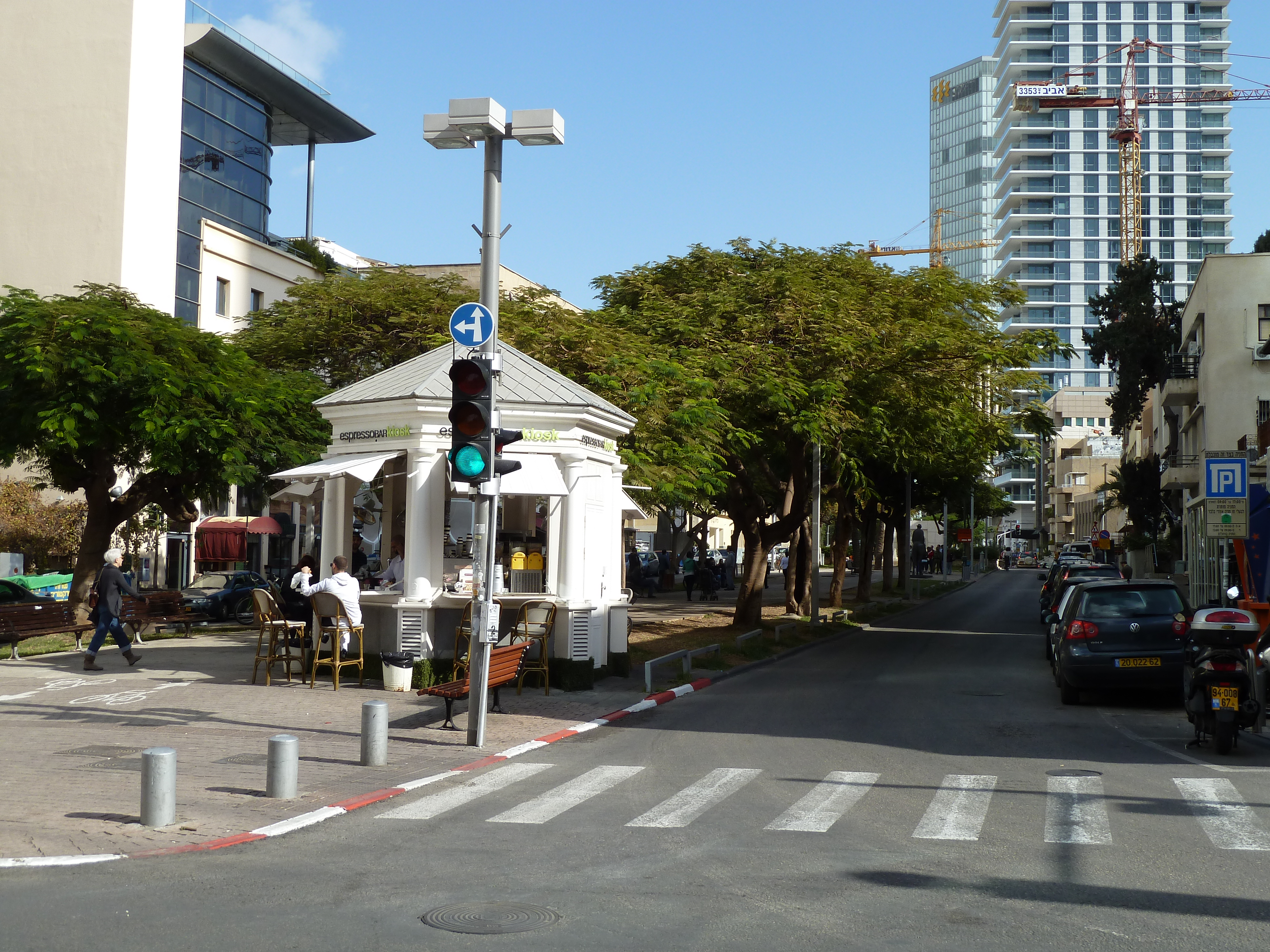
Coin de Rothschild Boulevard et Herzel rue.